# Lauwtje
Shannon Sarijoen (Rotterdam, 1993), beter bekend onder haar artiestennaam Lauwtje, is een Nederlands rapper. Ze staat onder contract bij het platenlabel Van Klasse.

## Levensloop
Sarijoen groeide op in verschillende Nederlandse steden, omdat haar moeder veel met het gezin verhuisde. Ze ging van Rotterdam, Den Haag, Zoetermeer, en Emmen naar Lelystad. In de laatste plaats ging ze naar de middelbare school. In april 2018 tekende ze bij het platenlabel Van Klasse. Diezelfde maand was Sarijoen te horen op Esko's single Bye, Bye, Bye samen met Josylvio en Jermaine Niffer. Dit nummer was haar debuutsingle en behaalde de 63e plek in de Nederlandse Single Top 100, tevens stond het nummer op het album Beats By Esko van hiphop-producer Esko.
In mei 2018 bracht Sarijoen haar eerste solosingle uit onder de naam Dag in dag uit. Tevens was Sarijoen in 2018 meerdere malen als gast-rapper te zien in het programma 101Barz.
In het voorjaar van 2019 bracht Sarijoen haar debuutep LAUWS uit, op dit ep werkte ze samen met verschillende artiesten waaronder Josylvio, Famke Louise, Poke, Young Ellens en D-Double.

## Discografie

### EP
| Jaar | Titel | Vlag van Nederland | Vlag van Nederland | Opmerkingen |
| Jaar | Titel | 100                | weken              | Opmerkingen |
| ---- | ----- | ------------------ | ------------------ | ----------- |
| 2019 | LAUWS | 10                 | 3                  |             |

### Singles
| Jaar | Act                                           | Nummer         | Vlag van Nederland | Vlag van Nederland | Opmerkingen                                         |
| Jaar | Act                                           | Nummer         | 100                | weken              | Opmerkingen                                         |
| ---- | --------------------------------------------- | -------------- | ------------------ | ------------------ | --------------------------------------------------- |
| 2018 | Lauwtje met Esko, Josylvio en Jermaine Niffer | Bye, Bye, Bye  | 63                 | 1                  | ataat op het album Beats By Esko van producent Esko |
| 2018 | Lauwtje                                       | Dag in dag uit | -                  | -                  | geen hitnotering                                    |
| 2019 | Lauwtje met Hansie en Jhorrmountain           | Dorstig        | tip 6              | 2                  |                                                     |
| 2019 | Lauwtje met Young Ellens                      | Litty          | tip 2              | 1                  | Staat op het album LAUWS                            |
| 2019 | Lauwtje                                       | Helaas         | -                  | -                  | Staat op het album LAUWS                            |
| 2019 | Lauwtje met Josylvio en Esko                  | Leugens        | 93                 | 1                  | Staat op het album LAUWS                            |
| 2019 | Lauwtje                                       | Vermogen       | -                  | -                  | Staat op het album LAUWS                            |
| 2019 | Lauwtje met Famke Louise en Poke              | Boing Boing    | 21                 | 6                  | Staat op het album LAUWS                            |
| 2019 | Lauwtje                                       | Elastisch      | -                  | -                  | Staat op het album LAUWS                            |
| 2019 | Lauwtje met D-Double                          | Spring         | -                  | -                  | Staat op het album LAUWS                            |
| 2019 | Lauwtje                                       | Dripstar       | -                  | -                  | Staat op het album LAUWS                            |
| 2019 | Lauwtje met Josylvio en Hansie                | Jouw love      | 43                 | 2                  |                                                     |
| 2020 | Lauwtje met Zefanio en Chivv                  | Busje          | 45                 | 18                 |                                                     |
| 2022 | Lauwtje met Jermaine Niffer                   | Ryder          | -                  | -                  | geen hitnotering                                    |